# Sunny Choi
Sunny Choi, född 10 november 1988 i Cookeville, Tennessee, ofta benämnd Grace Choi eller enbart Sunny, är en amerikansk dansare specialiserad inom breakdance.

## Karriär
Choi tog silver i breaking vid World Games 2022 och guld vid de panamerikanska spelen året efter.